# Ciambella cinese
La ciambella cinese (cinese: 牛脷酥; pinyin: niúlìsū; Jyutping: ngau4 lei6 sou1, oppure cinese: 马耳; pinyin: mǎěr) è un dolce cinese popolare nel sud della Cina nelle province di Guangdong e Fujian.
Si tratta di un alimento di forma ellittica a base di pasta fritta che ricorda una lingua di bue o un orecchio di cavallo: per questo motivo, in inglese la pietanza è altresì nota come ox-tongue pastry, "pasta a lingua di bue", e horse-ear pastry, "pasta a orecchio di cavallo". 
La consistenza della pasta è gommosa, con un interno morbido e una crosta croccante. 
La ciambella è leggermente zuccherata e usualmente è consumata a colazione con latte di soia. 
L'alimento è prodotto similmente allo youtiao, con lo zucchero tipicamente aggiunto alla farina.